# Калиник (византийски учен)
Вижте пояснителната страница за други личности с името Калиник.
Калиник – византийски учен, роден през 7 век.
Калиник е византийски бежанец от Сирия, откъдето избягва след завладяването на тази ромейска провинция от арабите. По време на арабската обсада на Константинопол през 674 – 678 година изобретява така наречения „гръцки огън“, с който ромеите отблъскват арабите.